# Alexi Casilla
Alexi Casilla Lora (nacido el 20 de julio de 1984 en San Cristóbal) es un ex infielder dominicano de Grandes Ligas que jugó para varios equipos, entre ellos los Mellizos de Minnesota, Baltimore Orioles, Tampa Bay Rays y Toronto Blue Jays.
En la pelota invernal dominicana jugó para los Gigantes del Cibao, Toros del Este, Estrellas Orientales y los Tigres del Licey.

## Carrera
Casilla fue firmado como amateur por los Angelinos de Anaheim en 2003. El 9 de diciembre de 2005, los Angelinos canjearon a Casilla a los Mellizos de Minnesota por el lanzador J.C. Romero. Casilla hizo su debut en Grandes Ligas con los Mellizos en septiembre de 2006, jugando en nueve partidos. y de esos nueve dio solo 4 hit, en 18 turnos
En 2007, después de un breve periodo con los Mellizos, Casilla se convirtió en el segunda base de todos los días del equipo después de que Luis Castillo fuera transferido a los Mets de Nueva York. Terminó un promedio de bateo de .222 sin jonrones en 189 turnos al bate.
En 2008, Casilla no hizo el roster de los Mellizos en el opening day y en su lugar comenzó la temporada en Triple-A con la filial de los Mellizos, Rochester Red Wings. Después de una lesión sufrida por el infielder Nick Punto, Casilla fue convocado en mayo. El 19 de mayo de 2008, Casilla bateó un jonrón de tres carreras, su primer jonrón de Grandes Ligas contra los Rangers de Texas. También fue su primer hit de la temporada 2008. Casilla pasó el resto de la temporada 2008 como segunda base titular de los Mellizos y segundo bateador en la alineación.
Al final de la temporada 2008, estuvo bateando para .281 con siete jonrones y 50 carreras impulsadas.
Casilla se esforzó para inicio de la temporada 2009. Después de golpear sólo .167 en sus primeros ochenta y cuatro turnos al bate, fue enviado a Triple-A. Fue llamado nuevamente y tuvo un promedio de .202, un OBP de .280, y un SLG de .259. Tuvo la mayor cantidad de turnos al bate sin batear jonrón en la Liga Americana.
En 2009, durante el juego de desempate de la División Central de la Liga Americana contra los Tigres de Detroit, Casilla se convirtió en el héroe improbable, al batear un hit ganador que le permitió anotar al jardinero central Carlos Gómez desde la segunda base en la parte baja de la entrada 12.
Antes de la temporada 2010, Casilla cambiado su número de 25 a 12, dándole el número 25 a Jim Thome, quien ha llevado el número durante sus 20 años de carrera.
Durante la mayor parte de la temporada 2011, Casilla se alternó entre la segunda base y el campocorto, a veces tomando el lugar del Tsuyoshi Nishioka, que resultó lesionado durante los dos primeros meses de la temporada.

Alexi Casilla En República Dominicana
Capitán De los Gigantes del cibao>
Jugador seleccionado en el draft de nativos en el año 2007, por los Gigantes Del Cibao, equipo con el cual actualmente labora, este es el capitán de los Gigantes Del Cibao. En un total de 2 temporadas ha disputado 108 partidos en los cuales ha dado 116 hits, 19 bases por bola (BB), 4 honrones, 5 triples, 17 dobles, 37 carreras empujadas, estos datos aplican para la serie regular 2012, 2013 y 2014 y el round robin del 2013, no las temporadas completas.